# Grace Bradley
Pour les articles homonymes, voir Bradley.
Grace Bradley  (née le 21 septembre 1913 à Brooklyn (New York) et morte le 21 septembre 2010 à Dana Point, en Californie) est une actrice américaine.

## Biographie
- Formation : École de musique Eastman
- Conjoint : William Boyd

## Filmographie partielle

### Au cinéma
- 1932 : Tip Tap Toe : Salesgirl
- 1933 : Too Much Harmony : Verne La Mond
- 1933 : L'Amour guide : Sunburned Lady
- 1933 : Girl Without a Room : Nada
- 1934 : Six d'une sorte : Goldie
- 1934 : Wharf Angel : Saloon Girl
- 1934 : Les Gars de la marine (Come On, Marines!), de Henry Hathaway : JoJo La Verne
- 1934 : She Made Her Bed : Eve Richards
- 1934 : Patte de chat (The Cat's-Paw), de Sam Taylor : Dolores Doce
- 1934 : Redhead : Dale Carter
- 1935 : Aller et Retour (The Gilded Lily), de Wesley Ruggles : Daisy
- 1935 : Stolen Harmony : Jean Loring
- 1935 : Collège rythme (Old Man Rhythm) de Edward Ludwig : Marion Beecher
- 1935 : Two Fisted : Marie
- 1936 : Rose of the Rancho : Flossie
- 1936 : Transatlantic Follies (Anything Goes), de Lewis Milestone : Bonnie LeTour
- 1936 : Dangerous Waters : Joan Marlowe
- 1936 : Treize Heures dans l'air (Thirteen Hours by Air) de Mitchell Leisen : Trixie La Brey
- 1936 : F-Man : Evelyn
- 1936 : Three Cheers for Love : Eve Bronson
- 1936 : Sitting on the Moon : Polly Blair
- 1936 : Gardez-les sous les verrous (Don't Turn 'em Loose) de Benjamin Stoloff : Grace Forbes
- 1937 : Au service de Sa Majesté (O.H.M.S. On His Majesty's Service), de Raoul Walsh : Jean Burdett
- 1937 : Larceny on the Air : Jean Sterling
- 1937 : Roaring Timber : Kay MacKinley
- 1937 : It's All Yours : Constance Marlowe
- 1937 : Wake Up and Live : Jean Roberts
- 1938 : Big Broadcast of 1938 (The Big Broadcast of 1938), de Mitchell Leisen : Grace Fielding
- 1938 : Romance on the Run : Lily Lamont
- 1939 : The Invisible Killer : Sue Walker
- 1941 : Sign of the Wolf : Judy Weston
- 1941 : The Hard-Boiled Canary : Madie Duvalie
- 1942 : Brooklyn Orchid : Sadie McGuerin
- 1942 : The McGuerins from Brooklyn : Sadie McGuerin
- 1943 : Taxi, Mister : Sadie McGuerin aka O'Brien